# Prémeyzel
Prémeyzel är en kommun i departementet Ain i regionen Auvergne-Rhône-Alpes i östra Frankrike. Kommunen ligger  i kantonen Belley som ligger i arrondissementet Belley. Kommunens areal är 7,63 km². År 2022 hade Prémeyzel 245 invånare.

## Befolkningsutveckling
Antalet invånare i kommunen Prémeyzel
Referens: INSEE